# آلبرت دابلیو. تاکر
آلبرت ویلیام تاکر (انگلیسی: Albert William Tucker؛ ۲۸ نوامبر ۱۹۰۵ – ۲۵ ژانویهٔ ۱۹۹۵) ریاضی‌دان کانادایی بود که کارهای مهمی در زمینه توپولوژی، نظریه بازی‌ها و برنامه‌سازی غیرخطی انجام داد.